# Proasellus synaselloides
Proasellus synaselloides là một loài chân đều trong họ Asellidae. Loài này được Henry miêu tả khoa học năm 1963.